# Dieter Stäglich
Dieter Stäglich (* 8. Februar 1941 in Leipzig) ist ein ehemaliger deutscher Bibliothekar. Außerdem war er Fußballschiedsrichter und -funktionär.
Stäglich studierte Slawistik an der Universität Bonn und wurde 1966 mit einer Studie über den russischen Philosophen Vladimir Ern promoviert. Er absolvierte danach eine Ausbildung zum Bibliothekar und war zunächst in Mannheim tätig. Von 1972 bis 2006 war er Direktor der Universitätsbibliothek Wuppertal. Er engagierte sich im Deutschen Bibliotheksverband, im Bibliotheksausschuss der Deutschen Forschungsgemeinschaft und in der Arbeitsgemeinschaft der Universitätsbibliotheken Nordrhein-Westfalen, deren Vorsitzender er zeitweise war.
Stäglichs Heimatverein ist der FV Alemannia Bonn. Er war 25 Jahre als Fußballschiedsrichter aktiv. Zwischen 1978 und 1984 leitete er 54 Spiele der Fußball-Bundesliga und 15 Spiele im DFB-Pokal. Außerdem engagierte er sich als ehrenamtlicher Funktionär im Fußballverband Mittelrhein sowie im Westdeutschen Fußball- und Leichtathletikverband. Für seine Verdienste erhielt er 2011 die Sportplakette des Landes Nordrhein-Westfalen.

## Schriften (Auswahl)
- Vladimir F. Ern. Sein philosophisches und publizistisches Werk. Ein Beitrag zur russischen Geistesgeschichte des beginnenden 20. Jahrhunderts. Phil. Diss. Bonn 1966.
- Die Fusion zweier wissenschaftlicher Universalbibliotheken in Mannheim. In: Zeitschrift für Bibliothekswesen und Bibliographie, Bd. 19 (1972), S. 89–101.
- Die einheitliche Bibliotheksstruktur. Das Beispiel der Gesamthochschulbibliothek Wuppertal. In: Hermann Havekost (Hrsg.): Bibliotheken im Verbund (= Zeitschrift für Bibliothekswesen und Bibliographie, Sonderhefte, Bd. 32). Klostermann, Frankfurt/M. 1981, S. 80–90, ISBN 3-465-01463-4.
- Aspekte bibliothekarischer Zusammenarbeit am Beispiel der Schwerpunktbildung nordrhein-westfälischer Hochschulbibliotheken. In: Günther Pflug (Hrsg.): Die neue Bibliothek. Festschrift für Harro Heim zum 65. Geburtstag. Saur, München 1984, S. 282–299, ISBN 3-598-10529-0.
- Die Zusammenarbeit mit den Personalräten bei der Einführung der EDV in den Hochschulbibliotheken Nordrhein-Westfalens. In: Zeitschrift für Bibliothekswesen und Bibliographie, Bd. 32 (1985), S. 389–400.
- Die Empfehlungen des Wissenschaftsrats zum Magazinbedarf aus der Sicht einer neuen Hochschulbibliothek. In: Zeitschrift für Bibliothekswesen und Bibliographie, Bd. 34 (1987), S. 493–503.
- Finanzautonomie (Globalhaushalt) an nordrhein-westfälischen Hochschulen. Chance oder Risiko für Bibliotheken? In: Hartwig Lohse (Hrsg.): Arbeitsfeld Bibliothek (= Zeitschrift für Bibliothekswesen und Bibliographie, Sonderhefte, Bd. 59). Klostermann, Frankfurt/M. 1994, S. 236–248, ISBN 3-465-02631-4.
- Von der Arbeitsgemeinschaft der Hochschulbibliotheken zur Sektion 4 im Deutschen Bibliotheksverband. In: Gert Kaiser (Hrsg.): Bücher für die Wissenschaft. Bibliotheken zwischen Tradition und Fortschritt ; Festschrift für Günter Gattermann zum 65. Geburtstag. Saur, München 1994, S. 403–418, ISBN 3-598-11205-X.
- Die Sektion 4 – wissenschaftliche Universalbibliotheken (1974-1977). In: Georg Ruppelt (Hrsg.): Bibliothekspolitik in Ost und West (= Zeitschrift für Bibliothekswesen und Bibliographie, Sonderhefte, Bd. 72). Klostermann, Frankfurt/M. 1998, S. 149–169, ISBN 3-465-02999-2.
- Die Beendigung der verwaltungsinternen Ausbildung für den höheren Bibliotheksdienst in Nordrhein-Westfalen. Die Folgen für die Hochschulpolitik. In: Thomas Bürger (Hrsg.): Bibliotheken führen und entwickeln. Festschrift für Jürgen Hering zum 65. Geburtstag. Saur, München 2002, S. 239–249, ISBN 3-598-11616-0.
- Der Wandel nordrhein-westfälischer Bibliothekspolitik am Beispiel des Hochschulgesetzes vom 14. März 2000. In: Klaus Hilgemann (Hrsg.): Die effektive Bibliothek. Roswitha Poll zum 65. Geburtstag. Saur, München 2004, S. 129–139, ISBN 978-3-598-11669-8.